# Staryćkiwka
Staryćkiwka (ukr. Старицьківка) – wieś na Ukrainie, w obwodzie połtawskim, w rejonie połtawskim, w hromadzie Kołomaćke. W 2001 liczyła 315 mieszkańców, spośród których 297 wskazało jako ojczysty język ukraiński, a 18 rosyjski.